# Cohors VI Asturum
Die Cohors VI Asturum (deutsch 6. Kohorte der Asturer) war eine römische Auxiliareinheit. Sie ist durch eine Inschrift belegt.

## Namensbestandteile
- Cohors: Die Kohorte war eine Infanterieeinheit der Auxiliartruppen in der römischen Armee.

- VI: Die römische Zahl steht für die Ordnungszahl die sechste (lateinisch sexta). Daher wird der Name dieser Militäreinheit als Cohors sexta .. ausgesprochen.

- Asturum: der Asturer. Die Soldaten der Kohorte wurden bei Aufstellung der Einheit aus dem Volk der Asturer auf dem Gebiet des heutigen Asturiens rekrutiert.

Da es keine Hinweise auf die Namenszusätze milliaria (1000 Mann) und equitata (teilberitten) gibt, ist davon auszugehen, dass es sich um eine Cohors quingenaria peditata, eine reine Infanterie-Kohorte, handelt. Die Sollstärke der Einheit lag bei 480 Mann, bestehend aus 6 Centurien mit jeweils 80 Mann.

## Geschichte
Der Zeitpunkt, zu dem die Kohorte aufgestellt wurde, ist unbekannt. José Ignacio San Vicente hält es für möglich, dass die Einheit durch Galba 68 n. Chr. aufgestellt wurde; da sie wahrscheinlich der Legio VI Victrix zugeordnet war, wurde sie vermutlich zusammen mit der Legion um 69/70 nach Germania inferior verlegt.
Die Einheit war vermutlich im Heeresbezirk Germania inferior stationiert; durch Herbert Nesselhauf wurde sie als 11. Kohorte auf einem Militärdiplom für diese Provinz ergänzt, das auf 80 n. Chr. datiert ist. Laut Margaret M. Roxan nahm Géza Alföldy an, dass die Einheit danach in der Provinz verblieb, obwohl weitere Nachweise der Einheit fehlen. Roxan hält es für möglich, dass die Einheit in den Kriegen von Domitian (81–96) oder Trajan (98–117) unterging.

## Standorte
Standorte der Kohorte sind nicht bekannt.

## Angehörige der Kohorte
Ein Angehöriger der Kohorte ist bekannt:

### Kommandeure
- Lucius Pompeius Faventinus, ein Präfekt